# Verseau (bande dessinée)
Pour les articles homonymes, voir Verseau (homonymie).
Verseau est une série de bande dessinée de science-fiction française publiée par Soleil à partir de 2004.
Écrite par Laurent Peno-Mazzarino et Nicolas Mitric et dessinée par Alain Peticlerc, qui en assure également les couleurs, elle a été abandonnée par l'éditeur après la publication du second volume en 2006.

## Albums
- Verseau, Soleil :

1. Le Fils de l'équinoxe, 2004  (ISBN 2-84565-908-3)[2].
2. Dans l'ombre des Dieux, 2006  (ISBN 2-84946-453-8)[3].

### Lien web
- « Verseau », sur bedetheque.com.